# ダッタトリヤ・ラムチャンドラ・カプレカル
ダッタトリヤ・ラムチャンドラ・カプレカル（マラーティー語: दत्तात्रेय रामचंद्र कापरेकर、Dattatreya Ramchandra Kaprekar、1905–1986）はインドのレクリエーション数学者である。彼は正式な大学院の教育を受けていなかったにもかかわらず、学校の教師として働き、広く出版し、レクリエーション数学界でよく知られるようになった。彼はカプレカー数、ハーシャッド数、自己数などの自然数のいくつかのクラスを定義した。また、カプレカー定数の発見者でもあり、彼にちなんで名づけられた。

## 略歴
カプレカルはターネーで中等教育を受け、プネーのファーガソン大学で学んだ。カプレカルは1927年に数学のオリジナル作品でラングラー R. P. Paranjpe数学賞を受賞した。
カプレカルはムンバイ大学に通い、1929年に学士号を取得した。正式な大学院教育を受けたことはなく、全キャリア（1930〜1962年）を通して、インドのマハーラーシュトラ州にあるナーシクの学校教師だった。カプレカルは、循環小数、魔方陣、特殊な特性をもつ整数などについて執筆し、広範囲にわたって出版した。

## 発見
カプレカルは主に一人で研究して、数論で多くの発見をし、整数のさまざまな特性を示した。カプレカー数と彼にちなんで名付けられたカプレカー定数に加えて、自己数（デブラリ数）、ハーシャッド数、デムロ数についても述べた。カプレカルはまた、コペルニクスの魔方陣に関連するある種の魔方陣を構築した。当初、彼のアイデアはインドの数学者たちに真剣に受け止められず、彼の成果は主に低レベルの数学雑誌に公開されるか、個人的に公開された。しかし、マーティン・ガードナーが雑誌『サイエンティフィック・アメリカン』（日経サイエンス）1975年3月号のコラム「数学ゲーム」でカプレカルについて書いてから、国際的な名声が高まった。今日、カプレカルの名前はよく知られており、他の多くの数学者が彼が発見した特性を研究している。 

### カプレカー定数
1949年に、カプレカルは整数 6174 の興味深い特性を発見した。6174 は、後にカプレカー定数と名付けられた。カプレカルは、すべての桁が異なる4桁の整数の各桁を並べ替えてできる最大数から最小数を引くことを繰り返すと、最終的に 6174 に達することを示した。例えば、1234 から始めると、こうなる。
4321 − 1234 = 3087
8730 − 0378 = 8352
8532 − 2358 = 6174
ここから先を繰り返しても、変化しない (7641 − 1467 = 6174)。一般に、この操作が収束するときは、最大7回の反復で収束する。
3桁での同様の定数は 495 である。ただし、基数10では、このような単独の定数は3桁または4桁の整数だけに存在する。それら以外の桁数または10以外の基数の場合、上記のアルゴリズムを繰り返すと、開始値に応じて、複数の異なる定数になるか、またはループの反復になる。

### カプレカー数
カプレカルが発見した別のクラスとして、カプレカー数がある。カプレカー数は正の整数であって、2乗した結果を上位と下位との二つの正の整数部分に分割したとき、和が元の数に等しくなる数である。例えば、452 = 2025 であり、20 + 25 = 45 であって、カプレカー数である。カプレカー数には 9、55、99 などがある。平方の右側の数桁と、左側の数桁とを加算するこの操作は、カプレカー操作として知られている。
基数10のカプレカー数には、9、99、999、… のほかに、次の数がある (オンライン整数列大辞典の数列 A006886)：
| 整数   | 平方                  | 分解                     |
| ------ | --------------------- | ------------------------ |
| 703    | 7032= 494209          | 494 + 209 = 703          |
| 2728   | 27282= 7441984        | 744 + 1984 = 2728        |
| 5292   | 52922= 28005264       | 28 + 005264 = 5292       |
| 857143 | 8571432= 734694122449 | 734694 + 122449 = 857143 |

### 自己数
1963年に、カプレカルは、自己数 (self number) として知られるようになる特性をもつ数を定義した。自己数は、他の整数にその各桁の数を加えることによって生成できない整数である。例えば、
- 21 は、15 によって 15 + 1 + 5 = 21 から生成できるので、自己数ではない。
- 20 は、他の整数からは生成できないので、自己数である。

カプレカルは、この性質を任意の数で検証した。自己数は、（カプレカルが住んでいた町にちなんで）「デブラリ数」と呼ばれることもある。カプレカルはこの呼称を好んでいたようだが、「自己数」という用語が広く用いられている。後に「コロンビア数」といわれることもあった。

### ハーシャッド数
カプレカルはまた、ハーシャッド数と名付けた数についても述べた。ハーシャッドは、「喜びを与える」という意味である［サンスクリット語の harṣa（喜び）+ da（与える）］。ハーシャッド数は、各桁の合計で割り切れる数として定義される。例えば、12 は、1 + 2 = 3 で割り切れるのでハーシャッド数である。ハーシャッド数は、カナダの数学者イヴァン・ニーベンによる1977年の講義の後に「ニーベン数」とも呼ばれた。全ての基数（ただし、1、2、4、6だけ）でハーシャッド数である整数は、全ハーシャッド数と呼ばれる。ハーシャッド数については多くの研究が行われている。

### デムロ数
カプレカルはまた、当時のGIP鉄道のボンベイから30マイル離れた駅（現在はドンビビリと呼ばれている）にちなんで名付けられたデムロ数(Demlo numbers) を研究した。これらの中で最もよく知られているのは、レピュニット（1を続けた数）1、11、111、1111、… の平方である「すばらしいデムロ数」1、121、12321、1234321、… である。 